# San-Gavino-di-Tenda
 San-Gavino-di-Tenda  là một xã ở tỉnh Haute-Corse trên đảo Corse, Pháp. Xã này có diện tích 50,44 km², dân số năm 1999 là 56 người. Khu vực này có độ cao trung bình 340 mét trên mực nước biển.

## Xem thêm

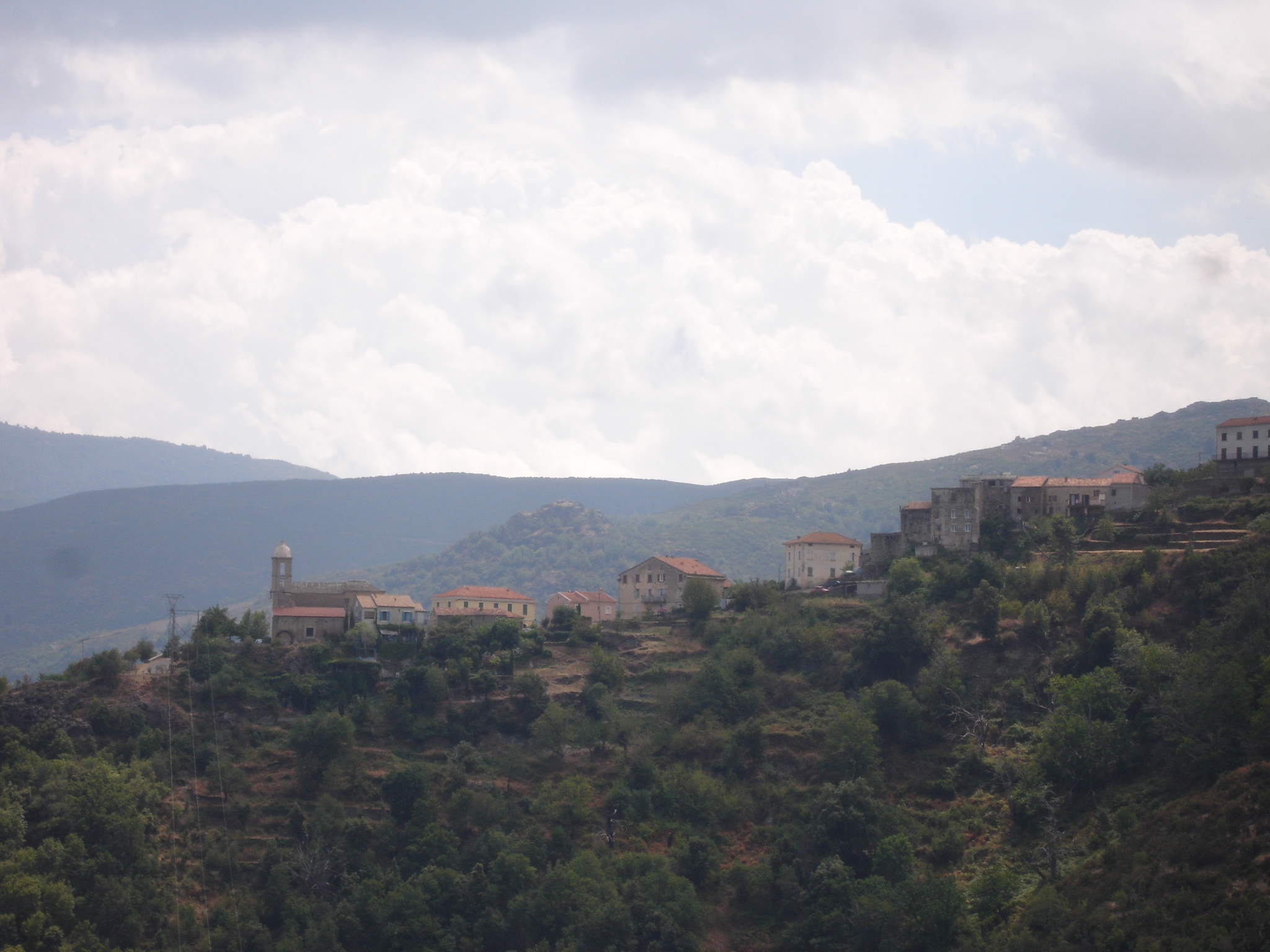
San-Gavino-di-Tenda